# Benjamin Afgour
Benjamin Afgour (Rethel, 1 de abril de 1991) es un jugador de balonmano francés que juega de pívot en el Dunkerque HGL de la LNH. Es internacional con la selección de balonmano de Francia.
Con la selección ganó la medalla de bronce en el Campeonato Europeo de Balonmano Masculino de 2018.

## Palmarés

### Dunkerque
- Liga de Francia de balonmano (1): 2014
- Copa de Francia de balonmano (1): 2011
- Copa de la Liga de balonmano (1): 2013
- Supercopa de Francia (1): 2012

### Montpellier
- Liga de Campeones de la EHF (1): 2018
- Supercopa de Francia (1): 2018

## Clubes
- Dunkerque HGL (2009-2017)
- Montpellier HB (2017-2020)
- Dunkerque HGL (2020- )